# Puerto López (Ecuador)
Puerto López es una ciudad ecuatoriana; cabecera cantonal del Cantón Puerto López, así como la undécima urbe más poblada de la Provincia de Manabí. Se localiza al centro sur de la región litoral del Ecuador, a orillas del océano Pacífico, a una altitud de 8 m s. n. m. y con un clima semiárido cálido de 23 °C en promedio.
En el censo de 2022 tenía una población de 12.598 habitantes, lo que la convierte en la octogésima sextaa ciudad más poblada del país. Las actividades principales económicas de la ciudad son: la pesca, el comercio y el turismo.

## Símbolos

### Bandera
- Color verde: Representa la vegetación y la abundante agricultura del Parque Nacional Machalilla.
- Color blanco: Representa la pureza de nuestra gente y la herencia de las culturas precolombinas, como la Manteña, Machalilla y Valdivia.
- Color azul: Representa el mar, fuente de trabajo y riqueza.

### Escudo
EL Escudo o Blasón de Puerto López, descansa sobre un pergamino de color dorado, con una antorcha que representa la luz de la libertad y un marco de color sable, que la divide en 5 cuarteles.
El cuartel superior lleva un paisaje que representa las hermosas playas, bahías e islotes, en estado natural, con una columna de aves en vuelo, y un barco pesquero sobre las aguas del Océano Pacífico, que simboliza la pesca, como fuente de trabajo y riqueza.
El cuartel del lado izquierdo, en campo esmaltado de color azul, figura un árbol y un cactus, que refleja nuestros dos tipos de bosques, el húmedo tropical con grandes árboles, y el seco tropical, único en la costa ecuatoriana, privilegio del Parque Nacional Machalilla.
El cuartel del lado derecho contiene la figura de la silla de piedra, asiento de poder en la cultura Manteña, muestra de las riquezas arqueológicas, legado de las culturas ancestrales de la costa sur manabita.
El cuartel inferior izquierdo, sobre un fondo verde claro, muestra el cuerno de la abundancia, muestra de la riqueza agrícola de la zona, con productos como la tagua, el maíz, la yuca, tomate, naranja, sandía y café.
En el cuartel inferior derecho se muestra la bandera cantonal.
Fuera del Blasón, en la parte inferior y superior, se muestran dos cintas de pergamino, con los colores de la bandera, que llevan escritos "turismo, pesca y agricultura" (superior) y"Cantón Puerto López" (inferior).

## Historia
El área que abarca Puerto López actualmente, “Tuzco”, Salango, Agua Blanca, Machalilla, “Cercapez” y Salaite, fue poblada por los asentamientos de la culturas Machalilla, Valdivia Chorrera, Engoroy, Bahía, Manteña y Guangula.
Por su amplia ensenada, cuyo auge tuvo lugar entre los años 3500 AC y 700 DC, se han encontrado vestigios de culturas, que van desde el período Precerámico, hasta la Manteña, en cuatro fases culturales.
Alrededor del año 1810, el español José González, y el chileno Juan Carpite, se establecieron en la denominada ensenada.
En 1820, Puerto López fue dado a conocer, por pescadores provenientes de Palmar, provincia de Santa Elena, los cuales, atraídos por la abundante pesca, pasaban  cortas temporadas viviendo en rústicas casas de arena, entre otros factores, porque el territorio estaba cubierto de una densa selva, y la costa por un inmenso manglar que se extendía desde la desembocadura del río Buena Vista, hasta la propiedad de Emiliano Vásquez.
Es desde 1840, que esta población eventual, comienza a radicarse en el lugar denominado “La Ensenada”, y es a partir de 1900 que las se conocen nombres de pobladores y familias radicadas en este lugar, como Ignacio González, Antonio Higinio Muñoz y las familias  Parrales y Gonzabay.

## Clima
De acuerdo con la clasificación climática de Köppen, Puerto López experimenta un clima semiárido cálido (BSh), el cual se caracteriza por las temperaturas altas con una temporada lluviosa moderada, cuyas precipitaciones pueden llegar a ser intensas pero breves, por lo que a lo largo del año predomina el clima seco. Las estaciones del año no son sensibles en la zona ecuatorial, no obstante, su proximidad al océano Pacífico hace que las corrientes de Humboldt (fría) y de El Niño (cálida) marquen dos períodos climáticos bien diferenciados: un apenas pluvioso y cálido invierno, que va de diciembre a junio, y un "verano" seco y ligeramente más fresco, entre julio y noviembre. 
Su temperatura promedio anual es de 23 °C; siendo marzo el mes más cálido, con un promedio de 25,1 °C, mientras septiembre es el mes más frío, con 21,4 °C en promedio. Es un clima isotérmico, con una amplitud térmica anual inferior a 4 °C entre el mes más frío y el más cálido; si bien la temperatura real no es extremadamente alta, la humedad hace que la sensación térmica se eleve hacia los 35 °C o más. En cuanto a la precipitación, la urbe experimenta lluvias escasas y temporales; hay una diferencia de 146 mm de precipitación entre los meses más secos y los más húmedos; marzo (14 días) tiene los días más lluviosos por mes en promedio, mientras la menor cantidad de días lluviosos se mide en agosto (2 días). La humedad relativa también es constante, con un promedio anual de 83,1%. 
| Parámetros climáticos promedio de Puerto López, Ecuador | Parámetros climáticos promedio de Puerto López, Ecuador | Parámetros climáticos promedio de Puerto López, Ecuador | Parámetros climáticos promedio de Puerto López, Ecuador | Parámetros climáticos promedio de Puerto López, Ecuador | Parámetros climáticos promedio de Puerto López, Ecuador | Parámetros climáticos promedio de Puerto López, Ecuador | Parámetros climáticos promedio de Puerto López, Ecuador | Parámetros climáticos promedio de Puerto López, Ecuador | Parámetros climáticos promedio de Puerto López, Ecuador | Parámetros climáticos promedio de Puerto López, Ecuador | Parámetros climáticos promedio de Puerto López, Ecuador | Parámetros climáticos promedio de Puerto López, Ecuador | Parámetros climáticos promedio de Puerto López, Ecuador |
| Mes                                                     | Ene.                                                    | Feb.                                                    | Mar.                                                    | Abr.                                                    | May.                                                    | Jun.                                                    | Jul.                                                    | Ago.                                                    | Sep.                                                    | Oct.                                                    | Nov.                                                    | Dic.                                                    | Anual                                                   |
| ------------------------------------------------------- | ------------------------------------------------------- | ------------------------------------------------------- | ------------------------------------------------------- | ------------------------------------------------------- | ------------------------------------------------------- | ------------------------------------------------------- | ------------------------------------------------------- | ------------------------------------------------------- | ------------------------------------------------------- | ------------------------------------------------------- | ------------------------------------------------------- | ------------------------------------------------------- | ------------------------------------------------------- |
| Temp. máx. media (°C)                                   | 26.9                                                    | 27.2                                                    | 27.5                                                    | 27.1                                                    | 26.1                                                    | 25.0                                                    | 24.7                                                    | 24.7                                                    | 24.9                                                    | 24.9                                                    | 25.6                                                    | 26.4                                                    | 25.9                                                    |
| Temp. media (°C)                                        | 24.3                                                    | 24.9                                                    | 25.1                                                    | 24.7                                                    | 23.6                                                    | 22.4                                                    | 21.8                                                    | 21.4                                                    | 21.4                                                    | 21.6                                                    | 22.0                                                    | 23.1                                                    | 23                                                      |
| Temp. mín. media (°C)                                   | 22.7                                                    | 23.4                                                    | 23.5                                                    | 23.1                                                    | 22.3                                                    | 21.1                                                    | 20.4                                                    | 19.9                                                    | 19.8                                                    | 20.0                                                    | 20.3                                                    | 21.4                                                    | 21.5                                                    |
| Precipitación total (mm)                                | 108                                                     | 161                                                     | 155                                                     | 117                                                     | 70                                                      | 35                                                      | 25                                                      | 15                                                      | 25                                                      | 19                                                      | 20                                                      | 45                                                      | 795                                                     |
| Días de precipitaciones (≥ 1.0 mm)                      | 10                                                      | 14                                                      | 14                                                      | 12                                                      | 10                                                      | 6                                                       | 4                                                       | 2                                                       | 4                                                       | 3                                                       | 3                                                       | 5                                                       | 87                                                      |
| Horas de sol                                            | 189.1                                                   | 187.6                                                   | 217                                                     | 192                                                     | 120.9                                                   | 81                                                      | 71.3                                                    | 77.5                                                    | 78                                                      | 71.3                                                    | 90                                                      | 145.7                                                   | 1521.4                                                  |
| Humedad relativa (%)                                    | 82                                                      | 84                                                      | 84                                                      | 85                                                      | 86                                                      | 85                                                      | 83                                                      | 82                                                      | 82                                                      | 82                                                      | 81                                                      | 81                                                      | 83.1                                                    |
| Fuente: Climate-data.org                                |                                                         |                                                         |                                                         |                                                         |                                                         |                                                         |                                                         |                                                         |                                                         |                                                         |                                                         |                                                         |                                                         |

## Política
Territorialmente, la ciudad de Puerto López está organizada en una sola parroquia urbana, mientras que existen dos parroquias rurales con las que complementa el aérea total del Cantón Puerto López. El término "parroquia" es usado en el Ecuador para referirse a territorios dentro de la división administrativa municipal.
La ciudad y el cantón Puerto López, al igual que las demás localidades ecuatorianas, se rige por una municipalidad según lo previsto en la Constitución de la República. El Gobierno Autónomo Descentralizado Municipal de Puerto López, es una entidad de gobierno seccional que administra el cantón de forma autónoma al gobierno central. La municipalidad está organizada por la separación de poderes de carácter ejecutivo representado por el alcalde, y otro de carácter legislativo conformado por los miembros del concejo cantonal.
La Municipalidad de Puerto López, se rige principalmente sobre la base de lo estipulado en los artículos 253 y 264 de la Constitución Política de la República y en la Ley de Régimen Municipal en sus artículos 1 y 16, que establece la autonomía funcional, económica y administrativa de la Entidad.

### Alcaldía
El poder ejecutivo de la ciudad es desempeñado por un ciudadano con título de Alcalde del Cantón Puerto López, el cual es elegido por sufragio directo en una sola vuelta electoral, sin fórmulas o binomios en las elecciones municipales. El vicealcalde no es elegido de la misma manera, ya que una vez instalado el Concejo Cantonal se elegirá entre los ediles un encargado para aquel cargo. El alcalde y el vicealcalde duran cuatro años en sus funciones, y en el caso del alcalde, tiene la opción de reelección inmediata o sucesiva. El alcalde es el máximo representante de la municipalidad y tiene voto dirimente en el concejo cantonal, mientras que el vicealcalde realiza las funciones del alcalde de modo suplente mientras no pueda ejercer sus funciones el alcalde titular.
El alcalde cuenta con su propio gabinete de administración municipal mediante múltiples direcciones de nivel de asesoría, de apoyo y operativo. Los encargados de aquellas direcciones municipales son designados por el propio alcalde. Actualmente, la Alcaldesa de Puerto López es Verónica Lucas.

### Concejo cantonal
El poder legislativo de la ciudad es ejercido por el Concejo Cantonal de Puerto López el cual es un pequeño parlamento unicameral que se constituye al igual que en los demás cantones mediante la disposición del artículo 253 de la Constitución Política Nacional. De acuerdo a lo establecido en la ley, la cantidad de miembros del concejo representa proporcionalmente a la población del cantón.
Puerto López posee cinco concejales, los cuales son elegidos mediante sufragio (Sistema D'Hondt) y duran en sus funciones cuatro años pudiendo ser reelegidos indefinidamente. De los nueve ediles, tres representan a la población urbana mientras que dos representan a las dos parroquias rurales. El alcalde y el vicealcalde presiden el concejo en sus sesiones. Al recién instalarse el concejo cantonal por primera vez los miembros eligen de entre ellos un designado para el cargo de vicealcalde de la ciudad.

## Educación
La ciudad cuenta con buena infraestructura para la educación. La educación pública en la ciudad, al igual que en el resto del país, es gratuita hasta la universidad (tercer nivel) de acuerdo a lo estipulado en el artículo 348 y ratificado en los artículos 356 y 357 de la Constitución Nacional. Varios de los centros educativos de la ciudad cuentan con un gran prestigio. La ciudad está dentro del régimen Costa por lo que sus clases inician los primeros días de abril y luego de 200 días de clases se terminan en el mes de febrero. La infraestructura educacional presentan anualmente problemas debido a sus inicios de clases justo después del invierno, ya que las lluvias por lo general destruyen varias partes de los plantes educativos en parte debido a la mala calidad de materiales de construcción, especialmente a nivel marginal.

## Medios de comunicación
La ciudad posee una red de comunicación en continuo desarrollo y modernización. En la ciudad se dispone de varios medios de comunicación como prensa escrita, radio, televisión, telefonía, Internet y mensajería postal. 
- Telefonía: Si bien la telefonía fija se mantiene aún con un crecimiento periódico, esta ha sido desplazada muy notablemente por la telefonía celular, tanto por la enorme cobertura que ofrece y la fácil accesibilidad. Existen 3 operadoras de telefonía fija, CNT (pública), TVCABLE y Claro (privadas) y cuatro operadoras de telefonía celular, Movistar, Claro y Tuenti (privadas) y CNT (pública).

- Radio: En la localidad existe una gran cantidad de sistemas radiales de transmisión nacional y local, e incluso de provincias y cantones vecinos.

- Medios televisivos: La mayoría de canales son nacionales, aunque se ha incluido canales locales recientemente. El apagón analógico se estableció para el 31 de diciembre de 2023.[6]

## Deporte
La Liga Deportiva Cantonal de Puerto López es el organismo rector del deporte en todo el Cantón Puerto López y por ende en la urbe se ejerce su autoridad de control. El deporte más popular en la ciudad, al igual que en todo el país, es el fútbol, siendo el deporte con mayor convocatoria. Al ser una localidad pequeña en la época de las fundaciones de los grandes equipos del país, Puerto López carece de un equipo simbólico de la ciudad, por lo que sus habitantes son aficionados en su mayoría de los clubes guayaquileños: Barcelona Sporting Club y Club Sport Emelec.
El principal recinto deportivo para la práctica del fútbol es el Estadio de la Liga Deportiva Cantonal de Puerto López. Es usado mayoritariamente para la práctica del fútbol y tiene capacidad para 800 espectadores. El estadio es sede de distintos eventos deportivos a nivel local, así como es escenario para varios eventos de tipo cultural, especialmente conciertos musicales.